# لا بختانو
لا بختانو (به فرانسوی: La Berthenoux) یک کمون در فرانسه است که در اندر واقع شده‌است. لا بختانو ۳۹٫۸۲ کیلومتر مربع مساحت و ۴۵۸ نفر جمعیت دارد و ۲۴۶ متر بالاتر از سطح دریا واقع شده‌است.